# Horcotes
Horcotes Crosby & Bishop, 1933 è un genere di ragni appartenente alla famiglia Linyphiidae.

## Distribuzione
Le tre specie oggi attribuite a questo genere sono tutte presenti in varie località della regione olartica: in particolare la H. quadricristatus e la H. uncinatus sono state reperite negli Stati Uniti; mentre la H. strandi, che ha l'areale più vasto, è stata rinvenuta in Finlandia, Russia e Canada..

## Tassonomia
A dicembre 2011, si compone di tre specie:
- Horcotes quadricristatus (Emerton, 1882)[3] — USA
- Horcotes strandi (Sytshevskaja, 1935) — Finlandia, Russia, Canada
- Horcotes uncinatus Barrows, 1945 — USA

### Sinonimi
- Horcotes holmi Hackman, 1952; questo esemplare, proveniente dal genere Saloca Simon, 1926, a seguito di un lavoro dell'aracnologo Kleemola del 1961, è stato posto in sinonimia con Horcotes strandi (Sytshevskaja, 1935)[1].

### Specie trasferite
- Horcotes niger Wiehle, 1965; trasferita al genere Walckenaeria Blackwall, 1833 con la denominazione provvisoria di Walckenaeria niger (Wiehle, 1965), a seguito di uno studio dell'aracnologo Wunderlich del 1972 è stata riconosciuta quale sinonimo di Walckenaeria stylifrons (O. P.-Cambridge, 1875)[1].